# (17038) Wake
(17038) Wake (1999 FO21) – planetoida z grupy pasa głównego asteroid okrążająca Słońce w ciągu 4,24 lat w średniej odległości 2,62 j.a. Odkryta 26 marca 1999 roku.